# Comte de la Tente

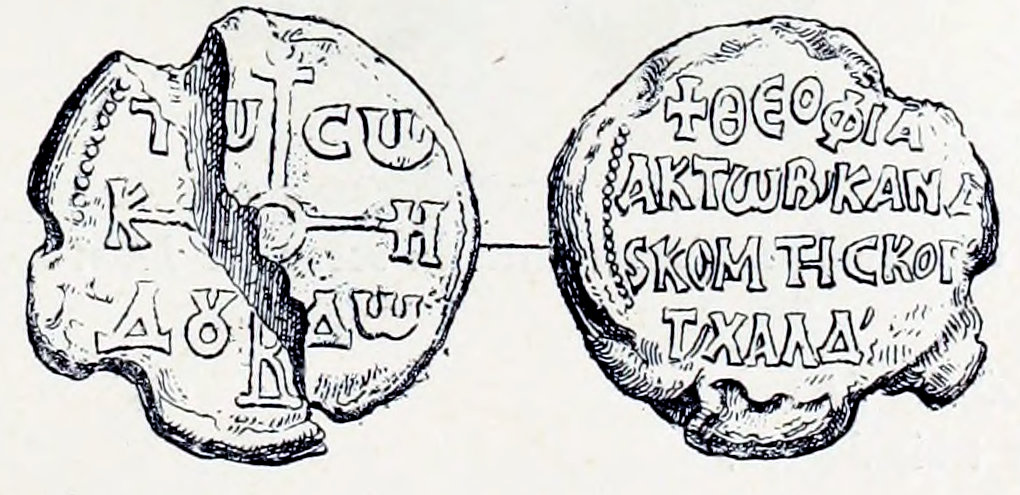
Sceau d'un certain Théophylacte, comte de la Tente de Chaldée

Le comte de la Tente (en grec κόμης τῆς κόρτης / kómês tês kórtês) était dans l'administration de l'Empire byzantin un fonctionnaire civil de l'État-major du stratège. La plus ancienne mention de cette fonction dans les sources narratives figure chez Procope de Césarée. Plusieurs sceaux datés essentiellement des VIIe siècle, VIIIe siècle et IXe siècle témoignent de l'activité de ces fonctionnaires dans les provinces. Constantin VII explique dans le De Ceremoniis l'étymologie du titre d'après la tâche de faire monter la tente de l'empereur ou du stratège, qui incombait au comte lors des campagnes militaires, et le mentionne à côté des protonotaires.
Le comte de la tente exerçait également au sein de l'armée des fonctions judiciaires et de police. Pour N. Oikonomidès, c'est une sorte de « chef d'État-Major ».
La fonction disparaît dans les sources après le début du XIIe siècle : les dernières références sont chez Anne Comnène et dans une lettre de 1116.